# Otto Weininger
 (novembre 2021).
Si vous disposez d'ouvrages ou d'articles de référence ou si vous connaissez des sites web de qualité traitant du thème abordé ici, merci de compléter l'article en donnant les références utiles à sa vérifiabilité et en les liant à la section « Notes et références ».
Otto Weininger, né le 3 avril 1880 à Vienne et mort le 4 octobre 1903 dans la même ville, est un philosophe et écrivain autrichien. En 1903, il publie Geschlecht und Charakter (de) (Sexe et Caractère), livre qui devient populaire après son suicide à l'âge de 23 ans. Cet ouvrage a régulièrement servi depuis de référence à la propagande antisémite,.

## Biographie
Otto Weininger est le fils d'Adelheid et Leopold Weininger, orfèvre juif d'ascendance hongroise. Étudiant doué, il s'inscrit à l'université de Vienne une fois son baccalauréat en poche. Il étudie surtout la philosophie et la psychologie mais aussi les sciences naturelles et la médecine. Il apprend également de nombreuses langues étrangères (l'italien, le français et le norvégien, car il admire Henrik Ibsen).
À l'automne 1901, Weininger essaye de trouver un éditeur pour Éros et psyché, ouvrage qu'il soumet pour l'obtention de sa thèse en 1902. Il rencontre Sigmund Freud, qui ne recommande cependant pas son texte à un quelconque éditeur. Sa thèse est acceptée et Weininger reçoit son titre de docteur. Le 21 juin 1902, il se convertit au christianisme.
Après avoir voyagé quelque temps à travers l'Europe, il retourne à Vienne, où il commence à souffrir de dépression. En juin 1903, après deux ans et demi de travail acharné, son livre Sexe et caractère : une investigation fondamentale est publié à Vienne par Braumüller. Cet ouvrage est, selon l'auteur, une tentative « d'éclairer les relations sexuelles par une lumière nouvelle et décisive ». Même si l'ouvrage n'est pas rejeté par la critique, il ne crée pas l'agitation attendue. Selon Freud, cet essai de Weininger, confession impudique de tous ses complexes et phobies, cristallise nombre des angoisses identitaires éveillées par la modernité, et « traduit une névropathie soumise à un complexe infantile de castration ».
Le 3 octobre 1903, Weininger loue une chambre au Schwarzspanierstraße 15, dans la maison où Beethoven mourut. Le lendemain, il est retrouvé inconscient, allongé entièrement habillé sur le sol, la poitrine gauche percée par une balle en plein cœur. Il est emmené à l'hôpital où il meurt à l'âge de 23 ans.
August Strindberg écrivit à l'ami intime de Weininger, Artur Gerber, le 8 décembre 1903 : « Quel homme étrange et mystérieux, ce Weininger ! Né avec la culpabilité, comme moi ! […] Le fait qu'il parte montre pour moi qu'il avait parfaitement le droit de le faire. »

## Sexe et caractère
Dans son livre Sexe et Caractère (de), Weininger affirme et essaye de prouver scientifiquement que tous les êtres humains sont composés d'une association entre une substance masculine et une substance féminine. L'aspect mâle serait actif, productif, conscient et moral/logique ; son pendant féminin serait passif, improductif, inconscient et amoral/alogique. En ce sens, la dualité masculin/féminin est une version de la dualité métaphysique traditionnelle esprit/chair. 
Cette dualité masculin/féminin que Weininger reconnaît en chaque individu est associée à une thématique morale qui témoigne d'une forte influence d'Emmanuel Kant : chaque individu a le devoir de parvenir à un dépassement de sa composante féminine ou charnelle au profit de sa composante masculine ou spirituelle, ce qui résonne comme un écho à l'impératif catégorique kantien prescrivant au sujet de dépasser sa partie sensible au profit de sa partie intelligible. Weininger soutient que cette émancipation devrait être réservée aux « femmes masculines », par exemple à certaines lesbiennes, et que la vie d'une femme serait consumée dans la fonction sexuelle, à la fois par l'acte, comme prostituée, et par le produit, comme mère. La femme serait ainsi un « unificateur. » À l'opposé, le devoir de l'homme ou du moins de l'aspect masculin de la personnalité, serait de s'efforcer d'être un génie et de surpasser la sexualité au profit d'un amour abstrait de Dieu, l'absolu, qu'il trouverait en lui-même. 
Une part significative de ce livre traite du génie, sans aucun doute écrite d'après son expérience personnelle. Outre son ancrage romantique, cette préoccupation pour le thème du génie témoigne là encore d'influences kantiennes. Weininger affirme que certaines personnes ne seraient pas des génies pour par exemple les mathématiques ou la musique, mais qu'il n'existerait que le génie universel, dans lequel tout existe et a un sens. Il fait la supposition qu'un tel génie serait probablement présent en chacun des individus, à un certain degré.
Dans un autre chapitre, Weininger, lui-même juif converti au christianisme en 1902, analyse l'archétype juif comme étant féminin et ainsi profondément non religieux, sans véritable individualité (âme), ni sens du Bien et du Mal. Le christianisme est décrit comme étant la « plus haute expression de la plus haute foi », alors que le judaïsme est appelé « l'extrême de la couardise. » Weininger s'en prend à la décadence des temps modernes et l'attribue en grande partie aux influences féminines et donc juives. D'après lui, chacun présente une part de féminité, ce qu'il appelle la « Juiveté ». On peut ajouter que « son système de pensée doit beaucoup à sa fréquentation de l'univers wagnérien ». Dès ses études de philosophie à Vienne, il avait écouté des conférences de Houston Stewart Chamberlain, gendre de Wagner, raciste qui imposa une lecture tendancieuse et réactionnaire des textes de son beau-père. Weininger s'était rendu en 1902 au Festival de Bayreuth, où il avait entendu Parsifal.

### Le génie et l’aperception
Cette section ne s'appuie pas, ou pas assez, sur des sources secondaires ou tertiaires indépendantes du sujet. Le texte peut contenir des analyses inexactes ou inédites de sources primaires.
Pour l'améliorer, ajoutez-en, ou placez des modèles {{Source secondaire souhaitée}} ou {{Source secondaire nécessaire}} sur les passages mal sourcés. (août 2025)
Weininger associe le génie à une forme particulière de rapport au monde, fondée sur un développement exceptionnel du sens interne, ou aperception. Ce sens interne permet au génie d’appréhender l’univers non pas comme une simple addition de perceptions, mais comme une totalité infinie et unifiée. Ainsi, « l’homme de génie sera l’homme le plus puissamment relié non seulement à l’humain, mais à toutes choses, l’homme le plus sensible… dans la capacité de distinction de l’esprit » (Weininger, p. 101).
Le génie, contrairement à l’homme ordinaire, ne dépend pas de l’apprentissage laborieux ou de la répétition : il intuite le monde spontanément et globalement. Lorsqu’il appréhende un phénomène particulier, il saisit simultanément ses causes et ses conséquences, adoptant une perspective à la fois immédiate et universelle.
Weininger s’inspire des concepts kantien et leibnizien pour formaliser cette notion. L’aperception, selon Kant, est « la condition de possibilité de la synthèse du divers » (Critique de la raison pure, II, §16, p. 198), permettant l’unité des représentations par le Je transcendantal. Le génie, chez Weininger, possède une aperception hypertrophiée, une conscience simultanée de tous les phénomènes et une mémoire parfaite et intemporelle, ce qui le rapproche de la monade leibnizienne consciente de son univers interne.

## Œuvres
- Geschlecht und Charakter: Eine prinzipielle Untersuchung, 1903 (Sexe et caractère) traduit par Daniel Renaud, Éditions de l'Âge d'Homme, 1975

Réédité par Kontre Kulture, 2012.
- Über die letzten Dinge, 1907, Des fins ultimes (traduction), Éditions de l'Âge d'Homme
- Taschenbuch und Briefe an einen Freund, 1921. Livre de poche et lettres, traduit par Pierre Deshusses, Rivages, 2005

## Influence
Dans une lettre à Jacques Le Rider diffusée[Où ?] en 1986, Emil Cioran dit que ce qui le fascinait chez Weininger était « l'exagération vertigineuse, l'infini dans la négation, le refus du bon sens, l'intransigeance meurtrière, la quête d'une position absolue, la manie de conduire un raisonnement jusqu'au point où il se détruit lui-même et où il ruine l'édifice dont il fait partie ».

Selon certaines sources, Hitler lui-même aurait déclaré en parlant de Weininger qu'il avait lu lors de son séjour à Linz : « Il n'y avait qu'un seul juif honnête, et il s'est suicidé ». (Gilad Atzmon, La Parabole d'Esther.)

### Émission radio
- Otto Weininger et la question du génie, La Conversation scientifique, 18 février 2017